# Abbazia di San Cassiano (Narni)
L'abbazia di San Cassiano è un'abbazia benedettina del X secolo situata nei pressi di Narni in provincia di Terni.
L'abbazia è ubicata sulle pendici scoscese del monte S.Croce, non distante dall'imboccatura della gola del fiume Nera, in una posizione che domina l'antico tracciato della via Flaminia, tra Narni Scalo e Stifone.

## Storia

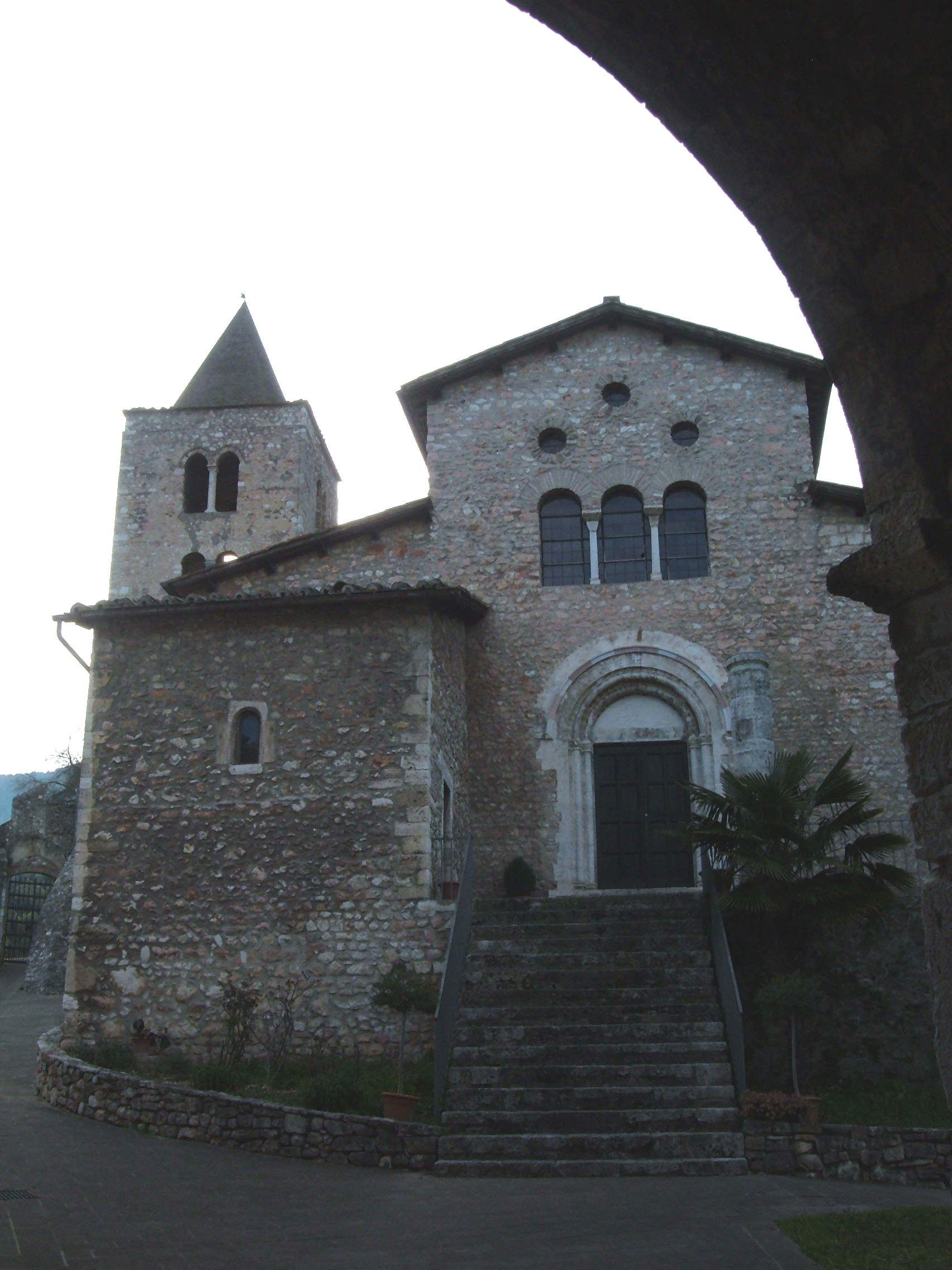
Facciata ed Ingresso all'Abbazia

È probabile che l'edificio sorse come abbazia di presidio territoriale, in particolare dell'attraversamento del fiume Nera che costituiva un importante asse viario tra Roma e Ravenna. Le sue origini si devono quindi far risalire al tempo del generale bizantino Belisario nel VI secolo, durante le guerre greco-gotiche. Fu fondato o concesso in uso ai monaci benedettini, l'unico ordine monastico dotato di regola in quel periodo.
L'abbazia di San Cassiano è nominata per la prima volta con certezza in un documento dell'abbazia di Farfa del 1081, tuttavia il ritrovamento di un'iscrizione durante gli ultimi restauri effettuati negli anni settanta indica una datazione molto anteriore; infatti l'iscrizione era posta su un sarcofago di epoca romana, donato al probabile primo abate di San Cassiano (il beato Orso) da tale Crescenzio di Teodorada. Poiché Crescenzio morì nell'anno 984 d.C. (fu sepolto nella chiesa di Sant'Alessio sull'Aventino), si può dedurre che l'abbazia esistesse già diversi anni prima e dunque la datazione dell'edificio attuale è certamente da porre almeno alla seconda metà del X secolo.

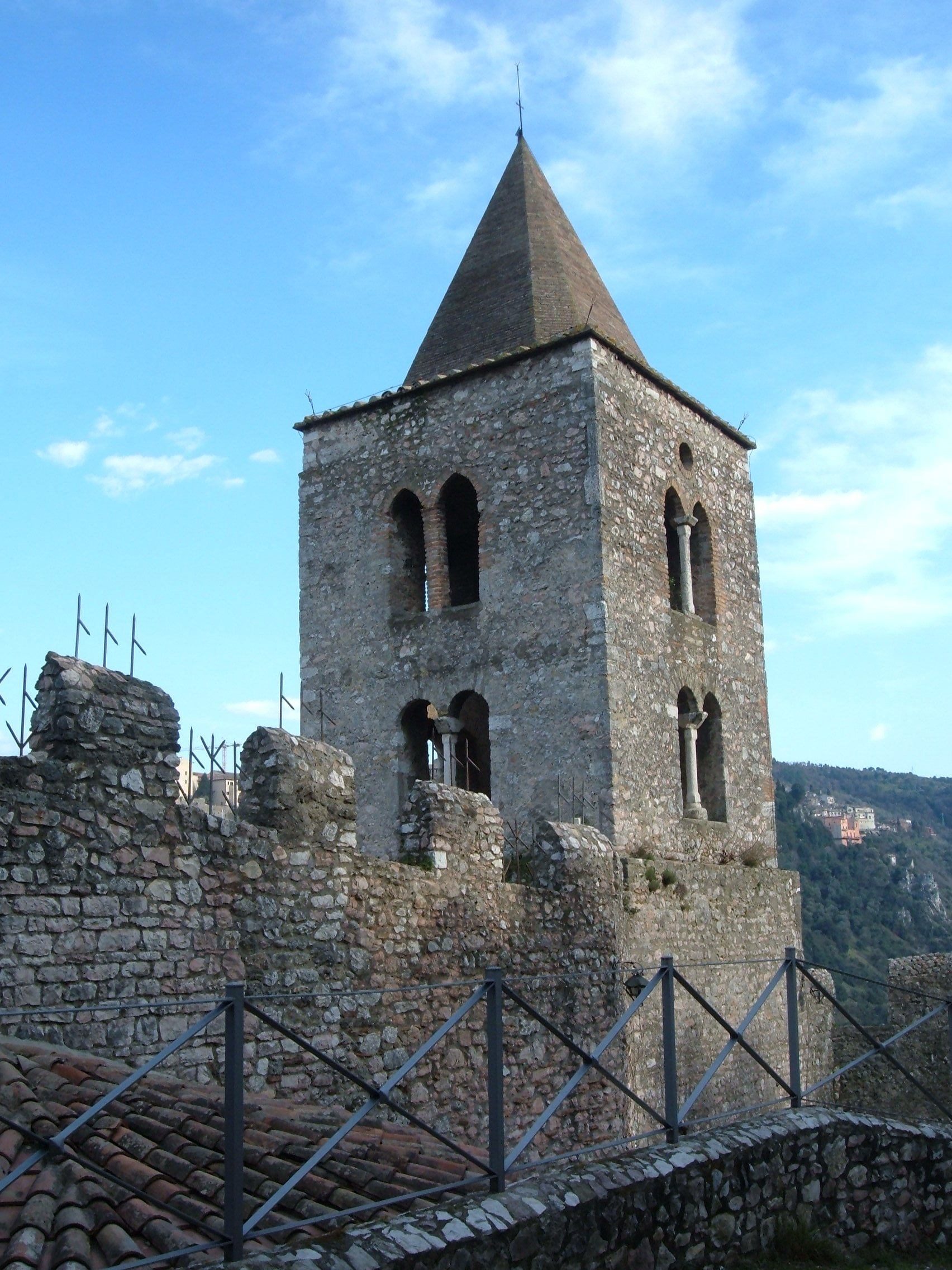
Torre campanaria

Si hanno poi poche notizie certe. Un documento del 1091 testimonia che l'abbazia era sotto la giurisdizione di quella di Farfa. Un altro documento dell'anno 1334 è relativo alla modifica dell'impianto dell'edificio dalla forma a croce greca a quello del modello basilicale a tre navate, con abbattimento delle estremità delle braccia trasversali. In un periodo compreso fra gli anni 1538 e 1546 fu abate tale Gian Rinaldo Montoro. 
Dopo tale indicazione mancano notizie certe e probabilmente fu intorno a quella data, a partire dal tardo XVI secolo, che iniziò la decadenza dell'abbazia, con il progressivo abbandono dei monaci e deterioramento delle varie porzioni del complesso. Anche la chiesa assunse forme fatiscenti fino al crollo di alcune parti, come il tetto.
Con l'unità d'Italia del 1861, fu venduta ad un privato e seguì un periodo di totale abbandono e progressivo impoverimento dell'edificio, con le consuete asportazioni di tutto il materiale ritenuto di utilità, fino ai lavori di recupero effettuati a spese dello Stato negli anni settanta del XX secolo, effettuati per forte interessamento del senatore Giuseppe Ermini che li associò, per reperire i fondi necessari, a quelli per la protezione della vicina ferrovia.

## Descrizione
La facciata presenta un unico portale centrale decorato con archi a tutto sesto concentrici e con croce templare sulla sommità. Più in alto presenta una trifora di impianto bizantino sormontata a sua volta da tre oculi.
Il campanile, addossato alla chiesa sulla destra, presenta due piani con bifore e un coronamento a piramide a base quadrata.

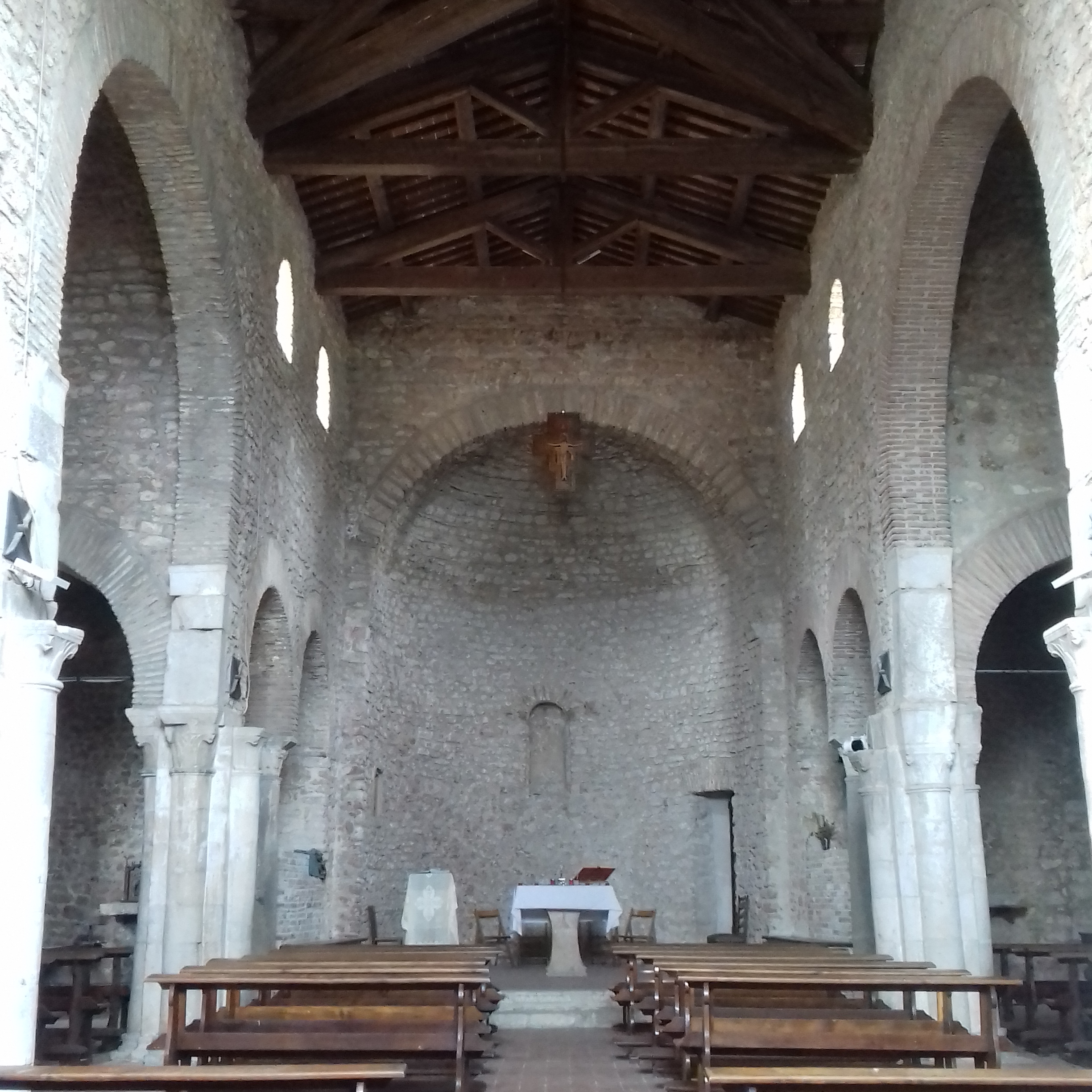
Interno

La chiesa primitiva era a croce greca, con tre bracci uguali formati da due campate e tre navate e ciascuno terminante con abside, mentre il braccio di ingresso era più lungo di una campata e terminante con la facciata piana.
Il centro della chiesa è marcato da quattro pilastri quadrilobi, ciascuno composto da quattro semicolonne addossate ad un nucleo quadrato. Su tali semicolonne si appoggiano le arcate che dividono in navate i quattro bracci. Le quattro semicolonne volte verso la navata maggiore si presentano invece libere, cosicché i bracci longitudinali della croce, formando un unico ambiente, acquistano una decisa accentuazione, ulteriormente marcata dall'allungarsi di un'arcata del braccio di ingresso.
Gli interventi tardo medievali del 1334, abolendo i bracci trasversali, ne avevano ridotto l'originario impianto cruciforme ad un più ordinario schema a tre navate senza transetto, ma con i restauri degli anni 1970 del XX secolo tale impianto è stato reso nuovamente leggibile, rintracciando le colonne murate nei muri aggiunti in epoca tarda e permettendo di ricostruire idealmente, con buona approssimazione, l'edificio originario. L'impianto originario è oggi visibile, oltre che dalle già menzionate colonne murate nelle pareti laterali, dalle arcate a tutto sesto trasversali nelle navate laterali, dalle grosse arcate nella quarta campata della navata centrale, dai quattro pilastri quadrilobati centrali e dalla muratura della abside del baraccio destro, visibile all'esterno dell'edificio.
Anche la qualità della muratura della chiesa costituisce un'eccezione nel contesto di Narni, presenta infatti una tessitura irregolare, a conci solo sbozzati, a tratti disposti a spina di pesce, come si riscontra in edifici altomedievali, e legati da abbondanti letti di malta. Alcune arcate in laterizio sono a doppia ghiera, come in edifici romani del IX secolo (Ss. Quattro Coronati, S. Prassede, S. Martino ai Monti).
Data l'esilità dei sostegni, la chiesa dev'essere stata sin dall'origine coperta a capriate, come oggi, e, per la mancanza delle arcate trasversali alla navata maggiore, non deve avere mai avuto una cupola all'incrocio dei bracci.

## I capitelli

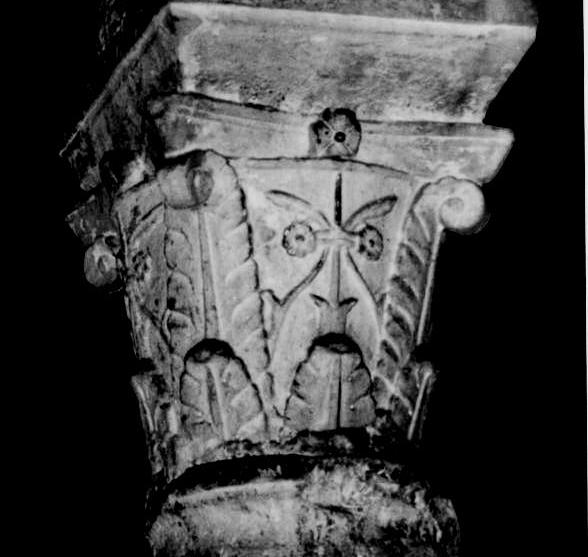
Capitello

La chiesa abbaziale di San Cassiano è un unicum nel territorio di Narni sia per la pianta (in origine a croce con ogni braccio diviso in tre navate) sia per il peculiare corredo decorativo, la cui uniformità suona anomala in un edificio medievale (sono infatti a lira tutti i capitelli di colonna e a foglie lisce tutti quelli di pilastro). Problematica è anche la lettura delle strutture, dove, per le gravi manomissioni e i radicali restauri subiti, si mescolano oggi elementi altomedievali (come le doppie ghiere degli archi, i tratti in opus spicatum, la particolare forma delle finestre) con altri sicuramente più tardi, cosicché, anche per l'isolamento nel contesto della locale architettura medievale, il monumento risulta di difficile datazione e di indefinita identità culturale. In questo quadro di incertezze, riconsiderarne la decorazione scolpita, sia nei dettagli che nel suo insieme, può dunque essere utile a precisare i termini del problema.
All'epoca del restauro della chiesa, negli anni settanta, quando erano meno avvertiti di adesso gli elementi di continuità tra antichità ed Alto Medioevo, la serie di capitelli corinzieggianti è stata attribuita ad un rifacimento del XV secolo. Un'ipotesi difficile da accettare, sia perché pare inverosimile che siano stati sostituiti - senza una ragione apparente e pregiudicando la stabilità dell'intera costruzione - tutti i capitelli portanti, sia perché sarebbero stati sostituiti anche i due esemplari già inglobati in uno dei muri di tamponamento dei transetti, aggiunto quando l'originario impianto cruciforme era stato ridotto a tre navate. D'altra parte, se analizziamo la serie nei dettagli, si notano sensibili differenze rispetto alla norma dei capitelli romani di età imperiale di questo stesso tipo, per cui non sembra accettabile neppure l'ipotesi che si tratti di pezzi di spoglio reimpiegati.
In San Cassiano sono oggi conservati otto capitelli di colonna del tipo corinzieggiante a lira (più un rozzo esemplare a foglie lisce incassato nel muro nord, come la relativa colonna che pare di restauro). Si tratta di pezzi uniformi, per misure, decorazione e qualità dell'intaglio, tanto che possiamo senz'altro considerarli eseguiti in un unico laboratorio. Il kalathos, che non presenta un orlo plasticamente modellato, ma un sottile listello terminale, non è elastico e svasato, ma rigidamente tronco-conico e di proporzioni sensibilmente allungate. Le foglie che lo rivestono - quelle di base solo fino a un terzo della sua altezza - sono tutte intagliate allo stesso modo, cosicché viene a mancare l'alternanza e la differenziazione dei tipi vegetali propria dei capitelli corinzieggianti del I-II secolo d.C. Ogni foglia è costituita da una sagoma pressoché triangolare, appena rilevata e percorsa al centro da una nervatura stretta e diritta; i contorni, rigidi e continui, sono divisi in lobi uniformi da brevi tagli obliqui a doppia curva, che generano una leggera ondulazione dei bordi; le cime e le stesse volute angolari sono assai poco sporgenti. Conseguentemente, sporgono di poco anche i sovrapposti angoli dell'abaco, che risulta così di proporzioni ridotte, soprattutto in rapporto al kalathos, che viceversa è allungato. A causa di questa riduzione, i lati dell'abaco (profilati in modo schematico, con un tondino sovrapposto ad un cavetto appiattito) devono decisamente retrocedere per potersi flettere, cosicché l'orlo del kalathos, anziché esserne ricoperto come si verifica di norma nei capitelli dell'antichità, li sopravanza, e il fiore - in modo del tutto incongruo - viene a essere compresso nel ridotto spessore dell'abaco arretrato, senza più alcun nesso organico con il proprio stelo. Questo nasce sopra la foglia centrale da un appiattito calicetto aperto a V, percorre in perfetta verticale l'intera superficie del kalathos, venendone come a materializzare l'asse di simmetria, e finisce reciso dal listello terminale, con cui si incrocia ad angolo retto.
Ancora più interessanti, per il Kunstwollen che sottintendono, sono le alterazioni subite dai tralci della lira: ridotti a semplici viticci filiformi, essi non nascono dalla base, ma, per l'allungamento subito dal kalathos, all'altezza della prima corona di foglie; da qui, dopo aver generato una foglietta volta in controcurva verso le foglie angolari, girano verso il centro, disegnando sulla superficie un ampio arco, e si legano mediante un nodo a doppio nastro allo stelo verticale; da qui - ad oltre due terzi dell'altezza complessiva - i viticci curvano nuovamente verso l'esterno, ma non si dispongono a cerchio attorno alle rosette, in modo da occupare tutta la parte alta del kalathos come si riscontra negli esempi antichi, bensì subito si interrompono. La minuscola rosetta terminale resta così aderente al doppio nastro, lasciando libera gran parte della superficie. Questa è ora percorsa da una foglia liscia ed aguzza, che nasce dai viticci, immediatamente sopra il nodo che li lega, e si allunga verso le volute angolari tracciando una vivace doppia curva.
Sono dunque individuabili due caratteristiche principali: il volume netto e rigido del kalathos, che domina l'intera composizione, e il trattamento della superficie, quasi senza aggetti, ma animata graficamente dalla stilizzata e rarefatta vegetazione. Contrariamente alla norma degli esempi antichi, in questi capitelli è evitato ogni effetto coloristico ottenuto con il trapano, privilegiando invece delicati passaggi di luce e ampie superfici piane, sulle quali viene a svilupparsi la trama del fogliame (ritmato dall'uniforme divisione in lobi) e il gioco lineare dei viticci e delle fogliette in controcurva, tanto preponderante da ridurre al minimo lo stesso motivo delle rosette. Complementare a questa visione nuova e decisamente astratta è la partizione geometrica del kalathos, di cui sono materializzati sia gli assi diagonali, attraverso le nervature diritte delle foglie sovrapposte, che quelli centrali, con il proseguire della nervatura della foglia mediana nella verticale dello stelo. In questo quadro perde necessariamente di importanza la coerenza organica dei motivi vegetali (si pensi allo stelo interrotto ed al fiore posto su un piano arretrato, ma anche alle rosette, che per l'atrofia dei viticci sembrano applicate al nodo centrale) e si attenua lo stesso significato degli elementi tettonici, come si verifica con l'incongrua contrazione dell'abaco o con l'allungamento tronco-conico del kalathos che, irrigidendosi in un volume geometricamente definito, manca di esprimere attraverso una deformazione plastica la propria funzione portante. Queste stesse particolarità si ritrovano nella produzione romana del IV-V secolo d.C., quando gli elementi canonici della tradizione (kalathos, abaco, fiori, volute) si trasformano in solidi geometrici puri tra lo giustapposti e la decorazione vegetale, appiattita e con i dettagli soltanto incisi, viene a disporsi sulla superficie di fondo non in piani scaglionati in profondità, ma secondo più semplici ordinamenti paratattici. Negli esempi tardoromani ritroviamo inoltre l'accentuazione dei valori simmetrico-geometrici, il calibrato scorrere della luce su ampie superfici lisce, e anche la perdita di organicità di foglie e fiori. Per le caratteristiche riscontrate e ancor più per la coerenza con cui esse si compenetrano in un'immagine unitaria, possiamo pertanto concludere che i capitelli a lira di San Cassiano, piuttosto che in altri ambiti, trovano la loro più naturale collocazione nell'alveo del classicismo tardoantico e delle sue propaggini altomedievali.
Un'ipotesi, questa, che può trovare conferma nella originaria pianta cruciforme della chiesa e nella sua stessa localizzazione, corrispondente a un punto strategico del "corridoio" che in quest'epoca collegava Roma con Ravenna, attraversando una regione caratterizzata da un endemico classicismo, come testimoniano le singolari architetture del San Salvatore di Spoleto e del Tempietto del Clitunno. Qualche altra indicazione può esserci fornita dai due frammenti marmorei con vasi e coppie di uccelli posti alla base dell'arco absidale, che sono stati attribuiti al VI secolo, ma anche dalla trifora di facciata e forse dagli stessi pilastri cruciformi. Uno dei capitelli della trifora (l'altro è liscio, forse di restauro), presenta infatti una decorazione simile a quella che caratterizza i pilastri, ma arricchita da un giro di foglie, piatte e divise in lobi arrotondati, che richiamano il repertorio corinzieggiante dei capitelli a lira, venendo così a costituire un indizio dell'esecuzione contestuale delle due serie (vicine, peraltro, anche nella fattura delle piccole volute angolari). I pilastri cruciformi, d'altra parte, che sono composti con materiali di spoglio e conservano resti di modanature e di iscrizioni non del tutto cancellate, non portano capitelli fascianti, come di frequente in età romanica, ma ognuno quattro distinti capitelli di semicolonna, che ancora serbano un sapore antico. Sono tutti a foglie lisce e per questo sono stati avvicinati ad esempi correnti del XII secolo, ma per la tagliente precisione dell'esecuzione e anche per alcuni particolari (come la foglia triangolare posta in posizione centrale o la retrostante foglietta con dosso rilevato) possono anch'essi richiamare esempi tardoromani. Alla tradizione paleocristiana si collega, infine, la disposizione delle colonne, che si corrispondono in coppie uguali o simili trasversalmente alla navata (in particolare le due scanalate dell'originario transetto sud, le due in granito grigio del presbiterio, le prime due della navata); lo stesso ambito è richiamato dai pilastrini della trifora in facciata, lisci, ma di forma tronco-piramidale come quelli della facciata della chiesa di San Salvatore a Spoleto.

## San Cassiano nel cinema
Nell'abbazia di San Cassiano furono girati gli esterni di una parte del film Per grazia ricevuta, di Nino Manfredi (1974).